# Ново-Георгиевское (Дагестан)
Ново-Георгиевское — исчезнувшее (разорённое) село во 2-м участке Хасавюртовского округа Терской области (ныне Бабаюртовский район Дагестана).

## Географическое положение
Располагалось на территории современного Бабаюртовского района Дагестана в 4 км к северу от села Хамаматюрт.

## История
В 1889 г. группа из 60 семей из центральных губерний России приобрела участок земли у землевладельца Клычева, на котором они образовали посёлок Ново-Георгиевск. Разорено чеченцами в 1919 г.

## Население
В период заселения в посёлке проживало 380 человек. В 1900 г. в селе проживало 973 человека.. В 1914 году население составляло 1126 человек из которых 603 мужчины и 523 женщины.

## Инфраструктура
В 1914 г. в селе имелось одноклассное училище и православная церковь.